# Édouard Delamare-Deboutteville
Pour les articles homonymes, voir Delamare.
Cet article possède un paronyme, voir Delamarre.
Édouard Delamare-Deboutteville, né le 8 février 1856 à Rouen et mort le 17 février 1901 au château de Montgrimont à Fontaine-le-Bourg (Seine-Inférieure), est un industriel et inventeur français, pionnier de l'automobile et fondateur des automobiles Delamare-Deboutteville.

## Biographie

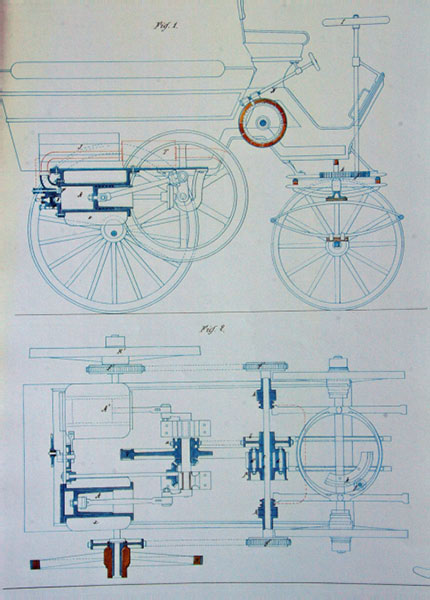
Première automobile à quatre roues : la Delamare-Deboutteville Malandin. Brevet du 12 février 1884

Édouard Delamare-Deboutteville descend d'une famille d'industriels comptant parmi les principaux notables du département de la Seine-Inférieure. Son père, François Delamare (1801-1881), était un des premiers filateurs de coton de France et sa mère, Lucile Audibert de Boutteville, la fille d'un riche filateur normand, maire de Fontaine-le-Bourg. Son neveu épousera une petite-fille de Lucien Fromage. Influencé par ce milieu il montre très tôt un goût prononcé pour la mécanique. Il étudie à l'École supérieure de commerce de Rouen d'où il sort diplômé en 1879. Il entre à vingt-deux ans dans la filature de son frère ainé qui avait succédé à son père. Il y montre une grande aptitude à la mécanique en apportant nombre de perfectionnements dans différentes parties de l'usine. L'éloignement de l'usine de toute station de chemin de fer le pousse à s'intéresser au développement des moteurs pour automobile. Alors que les bicycles commencent à se répandre, il invente un des premiers tricycles à gaz qui ait fonctionné sur route. Il s'intéresse alors au moteur à gaz lui-même, recherche qui aboutit au moteur Simplex, construit par les ateliers Powell de Rouen. Reprenant l'étude de ses prédécesseurs Lenoir et Otto, Delamare-Deboutteville conserve le cycle à quatre temps de Beau de Rochas et apporte à la machine une série de perfectionnements qui permet de construire des moteurs plus grands que ce que l'on savait faire alors.

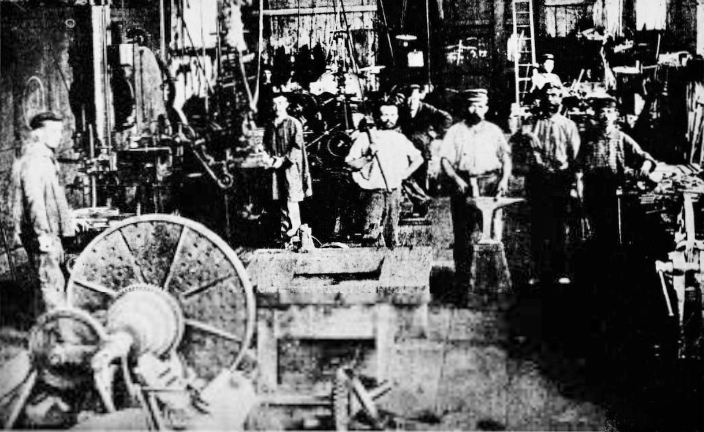
L'atelier de Mont-Grimont (Montgrimont) à Fontaine-le-Bourg (Seine-Maritime) vers la fin du XIXe siècle.

Ses travaux portent sur l'allumage et l'allumage automatique, la richesse du gaz employé.
Avec Léon Malandin, il met au point en 1883 la première voiture actionnée par un moteur à explosion, et il dépose le premier brevet concernant une automobile le 12 février 1884 sous le numéro 160 267. L'atelier est installé dans la filature de Montgrimont, une propriété située à Fontaine-le-Bourg (Seine-Inférieure), appartenant à la famille de son épouse. Son automobile, la première au monde mue par un moteur à 4 temps, est pourvue d'une banquette avant et d'une plate-forme arrière, et est équipée de quatre roues, d'un moteur bicylindre horizontal fonctionnant d'abord au gaz, ensuite à l'essence de pétrole, d'une transmission aux roues arrière par chaîne, d'un arbre de transmission et d'un différentiel. Elle circule sur la route de Fontaine-le-Bourg à Cailly. Le carburant était admis par un tiroir et l'évacuation se faisait par des soupapes.
À l'Exposition universelle de Paris de 1889, il obtient la médaille d'or pour un moteur au gaz pauvre, monocylindrique, de 100 chevaux. Dès lors, le moteur à gaz entre en concurrence avec la machine à vapeur.
Il perfectionne ensuite le gazogène. Pour remplacer les appareils Dowson qui nécessitent l'emploi de générateurs de vapeur, il établit un ensemble d'appareils gazogènes où la vapeur d'eau nécessaire est produite simplement par la chaleur rayonnante du foyer, et la soufflerie par un ventilateur.

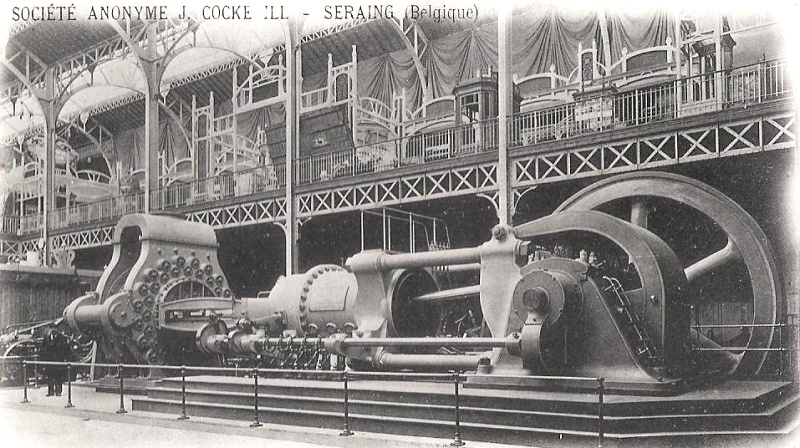
Machine soufflante Delamare-Deboutteville et Malandin - S.A.John Cockerill de 158 tonnes avec un seul cylindre développant une puissance de 700 chevaux, grand prix à l'Exposition universelle de 1900 à Paris

Le 5 juillet 1889, la société sidérurgique John Cockerill à Seraing (Belgique), qui préfère perfectionner des modèles existants (un moyen de se dispenser de la recherche fondamentale), acquiert le monopole de fabrication de son moteur, le « Simplex », dont on discute beaucoup à l'époque des applications tant au gaz pauvre de gazogène qu'aux gaz les plus divers, tels que le gaz de bois, gaz de naphte, etc. Des expériences menées à Cockerill sur les gaz de haut fourneau montrent qu'à puissance égale un moteur à gaz consomme 10 fois moins que la chaudière alimentant la machine à vapeur la plus perfectionnée. En 1895, un moteur de 4 CV Delamare-Deboutteville et Malandin est acheminé à Cockerill, ensuite modifié pour qu'il puisse produire 8 CV. En 1898, Cockerill produit un moteur 200 chevaux monocylindre et en 1899, c'est une machine soufflante de 158 tonnes avec un seul cylindre développant une puissance de 700 chevaux (1 000 CV au gaz de ville), qui obtient le grand prix à l'Exposition universelle de 1900 à Paris. À l'Exposition universelle de 1905, à Liège, une machine de 1 500 CV est exposée. Elle côtoie des machines à vapeur, des turbines à vapeur et des moteurs diesels.
En 1896, à l'exposition de Rouen, le président de la République, Félix Faure le fait nommer officier de la Légion d'honneur, en récompense de son travail sur le moteur Simplex. À cette époque, il a plus de 70 brevets en France et à l'étranger.
Édouard Delamare-Deboutteville obtient nombre de décorations pour ses travaux : sept médailles d'or, trois diplômes d'honneur, un grand prix et l'Award de Chicago accordé aux moteurs à gaz.
En 1898, Édouard Delamare-Deboutteville, qui s'intéressait aussi au monde de la pêche, eût l'idée que les pêcheurs pouvaient améliorer leur activité en cultivant les moules et les huîtres et créa un parc d'ostréiculture à Prat ar Coum à Lannilis, avec le concours de Léon Malandin (lequel se fit construire une maison à cet endroit, qu'il appela Kastel ar Bik). Ce manoir de plaisance de style normand, sera acquis par Jane Birkin à la fin du XXe siècle et elle l’occupera jusqu’à sa mort (sous le nom de KaChaLou). La demeure devient en 2024 la propriété de l’écrivaine Aurélie Valognes.
« Édouard Delamare-Deboutteville était un parleur charmant, un penseur épris des plus beaux problèmes et un lettré érudit ». Sa vie est remplie de recherches et de voyages. Il rédige quelques traités de mytiliculture (culture des moules), il crée à Carantec, dans la baie de Morlaix ainsi que dans l'Aber-Benoît (Finistère) un élevage d'huîtres qui existe toujours sous le nom qu'il lui a donné « Prat-ar-C'oum », trois volumes d'une grammaire de sanscrit, laisse une collection d'oiseaux ainsi que quelques études philosophiques.
Il meurt prématurément le 17 février 1901 à l'âge de 45 ans en son château de Montgrimont près de Fontaine-le-Bourg, dans la Seine-Inférieure. Il est inhumé dans la chapelle familiale au cimetière de Fontaine-le-Bourg (Seine-Maritime).

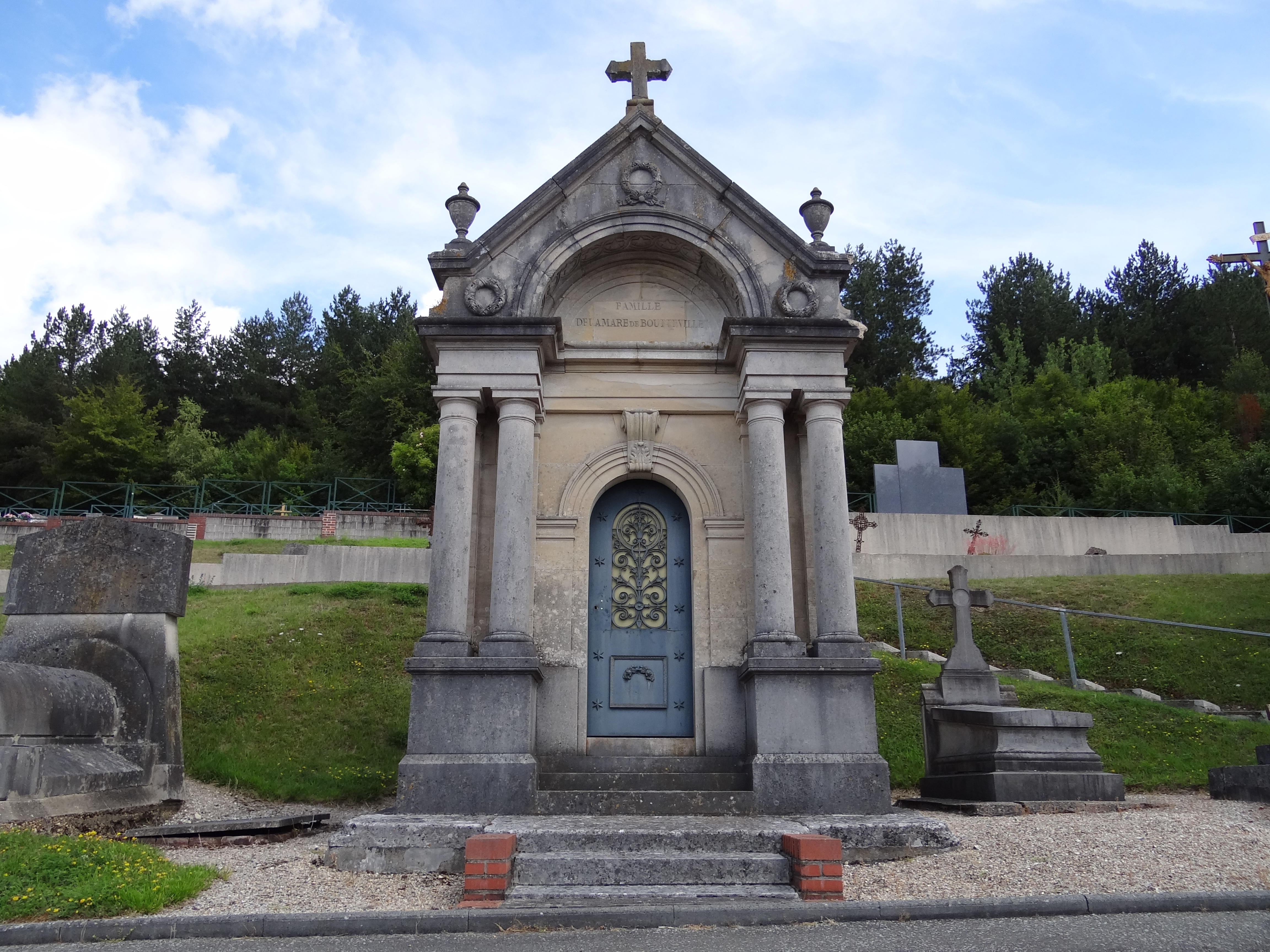
La chapelle de la famille Delamare-Deboutteville au cimetière de Fontaine-le-Bourg (Seine-Maritime).

Sa maison située à Rouen, rue d'Elbeuf, a été démolie.

## Hommages
Un lycée porte le nom de Delamare-Deboutteville à Forges-les-Eaux.
Des voies portent le nom de Delamare-Deboutteville à Rouen, Fontaine-le-Bourg, Saint-Martin-du-Vivier, Thiais, Bourg-Achard, Lannilis, Narbonne etc.